# كاليم هايلاند
كاليم هايلاند (بالإنجليزية: Khaleem Hyland)‏ (مواليد 5 يونيو 1989 في كارينيغ) لاعب كرة قدم ترينيدادي دولي يجيد اللعب في خط الوسط . 
لعب سابقاً لصالح نادي الفيصلي السعودي ونادي الباطن.

## روابط خارجية
- كاليم هايلاند على موقع الاتحاد الدولي (مؤرشف)  (الإنجليزية)
- كاليم هايلاند على موقع قاعدة بيانات كرة القدم.إي يو (الإنجليزية)
- كاليم هايلاند على موقع ناشيونال فوتبول تيمز (الإنجليزية)
- كاليم هايلاند على موقع Soccerway.com (الإنجليزية)
- كاليم هايلاند على موقع كووورة
- كاليم هايلاند على موقع AS.com (الإسبانية)